# オーディオストック
株式会社オーディオストック（英: Audiostock Inc.）は、岡山県岡山市にあるIT企業。音楽投稿コミュニティの「クレオフーガ」や、音楽ライセンスと音楽クラウドソーシングプラットフォームの「オーディオストック」を運営する。

## 沿革
- 2006年5月 - 音楽コンテストサイトをオープン[2]
- 2007年10月 - 株式会社クレオフーガを設立
- 2011年9月　- 「クレオフーガバンク」をオープン
- 2012年1月 - 東京オフィスを開設
- 2013年5月 - 日本音楽著作権協会と包括契約[3]
- 2013年9月　- 「クレオフーガバンク」をクローズ
- 2013年10月 - 「オーディオストック」をオープン
- 2020年7月 - 社名を株式会社クレオフーガから株式会社オーディオストックに変更[4]

## サービス

### クレオフーガ
クレオフーガは音楽を題材にした投稿コミュニティサイト。コンテスト・お題・リスニング・コミュニティ・記事のメニューがある。
- 2011年11月 - 太鼓の達人とタイアップしたコンテストを開催[5]
- 2013年4月 - 桃太郎ソングコンテスト[6]を開催（後援：岡山県・岡山市）[7][8]
- 2016年3月 - 四国西予ジオパークミュージックコンテストを開催[9][10][11]
- 2020年4月 - 2020年6月末のサービス終了をアナウンス[12]

### オーディオストック
オーディオストック（英: Audiostock）は、音楽ライセンスと音楽クラウドソーシングのプラットフォーム。同社が運営していたサービスのクレオフーガバンクが、2013年10月28日を以ってオーディオストックにサービス移行された。
- 登録クリエイターによってアップロードされたBGM(インスト)、効果音・SE、ボイス・ナレーション、歌もの楽曲をロイヤリティーフリーで販売。価格は一律(歌もの楽曲のみ設定可能)。
- 登録クリエイターに直接制作依頼が可能。価格はクライアントが提示。
- 制作会社から依頼を受けてコンペティションを開催している。